# Hardenhuish
Hardenhuish of Harnish is een plaats in het Engelse graafschap Wiltshire. Hardenhuish werd voor het eerst genoemd in 854 en komt in het Domesday Book (1086) voor als 'Hardenehus'. De dorpskerk uit 1779 is gewijd aan Nicolaas van Myra.